# Leandro Carrijó
Leandro Carrijó Silva (ur. 3 września 1985 w Uberabie) – brazylijski piłkarz występujący na pozycji napastnika.